# Raveniola spirula
Espèce
Raveniola spirula est une espèce d'araignées mygalomorphes de la famille des Nemesiidae.

## Distribution
Cette espèce est endémique du Hubei en Chine,. Elle se rencontre vers Shennongjia.

## Description
Le mâle holotype mesure 11,25 mm.

## Publication originale
- Li & Zonstein, 2015 : Eight new species of the spider genera Raveniola and Sinopesa from China and Vietnam (Araneae, Nemesiidae). ZooKeys, no 519, p. 1-32 (texte intégral).